# Calcio Castel San Pietro Terme
Il Calcio Castel San Pietro Terme è stata una società calcistica di Castel San Pietro Terme (provincia di Bologna), denominata popolarmente "Castello".

## Storia
Il comunicato n. 5 del Direttivo FIGC Emiliano, pubblicato il 10 settembre 1934, sancisce ufficialmente la nascita del Gruppo Sportivo Fascista di Castel San Pietro Emilia. I colori sociali sono il giallo e il rosso.
Tra il 1931 e il 1934 viene costruito l'attuale stadio comunale, e comincia ufficialmente l'attività sportiva, con l'iscrizione della squadra alla Prima Divisione Regionale, campionato dilettantistico equivalente alla quarta serie nazionale, dopo serie A, B e C.
A partire dal 1940 però, con l'avvento della seconda guerra mondiale, l'attività sportiva viene sospesa: Castel San Pietro si trova sulla linea del fronte, alcuni giocatori vengono chiamati al servizio militare e i bombardamenti danneggiarono in maniera significativa il manto erboso e la copertura della tribuna dello stadio.
L'attività riprende nell'immediato dopoguerra, tra il 1946 e il 1948, con l'iscrizione della squadra, ancora una volta, nella Prima Divisione Regionale. La squadra è allestita con giocatori locali, locale è pure la dirigenza.
Primo presidente della società è Luigi Canè, seguito poi da Eros Poggi. Ma a causa delle lacune della struttura di gioco e della mancanza di risorse economiche, l'attività si interrompe nuovamente, per poi riprendere all'inizio degli anni cinquanta sotto forma di Unione Sportiva. L'attività è prevalentemente legata al settore giovanile, il nuovo presidente è Gildo Cavina mentre il segretario è Franco Broccoli. Alla necessità di riallestire un organico, si aggiunge la ristrutturazione del campo di gioco, distrutto dalla guerra, attraverso forme di volontariato e sostegno dell'amministrazione comunale, che negli anni successivi incassò anche le risorse derivanti dai danni di guerra e fece un appalto per la ricostruzione della tribuna.
I primi successi sportivi non tardano ad arrivare: nella stagione 1955-1956, la selezione giovanile, allenata da Francesco Rizzoli, vince il campionato di competenza e come premio per questo successo viene invitata a partecipare, nel 1957, ai giochi della gioventù, che quell'anno si tengono a Mosca, in Russia. La squadra giunge fino ai quarti di finale, prevalendo sulle nazionali giovanili di Francia, Algeria e Austria, ma è costretta a ritirarsi a causa dell'influenza asiatica che mette k.o. buona parte degli atleti. Quella rosa rappresenterà l'ossatura per la ripartenza della prima squadra in Prima Divisione.
Nella stagione 1959-60, la categoria juniores, allenata da Francesco Rizzoli, vince il proprio girone e disputa, perdendola, la finale di campionato contro il Bologna, nelle cui file, come portiere, militava il noto cantautore Andrea Mingardi. Coetaneo, ma già nel giro della prima squadra, c'era anche un giovanissimo Giacomo Bulgarelli, che però non prende parte alla partita.
In questi anni si distinguono a Castel San Pietro alcuni atleti, che raggiungeranno nel prosieguo traguardi importanti: tra tutti Otello Badiali, trequartista - attaccante della Fiorentina in Serie A (negli anni successivi ricoprì poi anche il ruolo di allenatore del Castel San Pietro) e poi Claudio Davalle, protagonista in Serie C.
La vera svolta avviene nella stagione 1960-61: la presidenza della società viene assunta dal primario dell'ospedale professor Bruno Musconi, allenatore il portiere del Bologna Glauco Vanz che porta la prima squadra al 2º posto in classifica.
Nella stagione 1963-64 il Castello vince il campionato di Prima Divisione, battendo il Castenaso e salendo, l'anno successivo, in Promozione (equivalente all'Eccellenza di oggi): Claudio Davalle, coadiuvato da Francesco Rizzoli, porta la squadra alla salvezza.
Nella stagione 1966-67 sulla panchina siede ancora Claudio Davalle che però, a metà campionato, viene sostituito da Otello Badiali che si posiziona a centro classifica.
La stagione 1968-69 vede Giuliano Peli allenatore con un risultato brillante come un 2º posto, mentre nelle giovanili si distingue l'ala - centravanti Mauro Montebugnoli, che in quell'anno approda anche in prima squadra, e che sarà l'ultimo Presidente del Castel San Pietro Calcio prima dello scioglimento della società.
Il 1969-70 è una stagione che viene ricordata non tanto per il piazzamento finale in campionato, un anonimo centro classifica, ma poiché, per la prima volta il Castel San Pietro ospita al Comunale il Bologna, guidato da Edmondo Fabbri, in amichevole. La partita è arbitrata da Ferdinando Reggiani, fischietto di Serie A, unico castellano a raggiungerla.
Nella stagione 1970-71 Giuliano Peli non accetta la conferma e al suo posto viene chiamato Orazio Marzocchi: l'annata si conclude negativamente con la retrocessione dalla Promozione alla Prima Categoria.
Gli anni seguenti sono caratterizzati dal rinnovamento della squadra e in più di un'occasione si sfiora la scalata verso il campionato di Promozione.
Nella stagione 1976-77 movimenti societari: il consiglio direttivo si allarga, con l'avvento di nuovi soci, tra i quali Agostino Marchetti, Romano Monti, Paride Masi e altri.
L'anno successivo, stagione 1977-78, si insedia come dirigente l'imprenditore friulano Maurizio Zamparini, futuro presidente di  Venezia e Palermo: nel giro di due stagioni la squadra conquista la Promozione, confermandosi l'annata successiva con un 5º posto nel girone B e con piazzamenti in alta classifica nelle annate successive.
Nel 1983-84 incominciano a registrarsi i primi problemi finanziari, dovuti anche alla partenza di Zamparini, ma la squadra si salva, classificandosi all'8º posto.
L'anno successivo, 1984-85, il risanamento economico avviene grazie al prof. Bruno Musconi e altri soci. A metà degli anni ottanta, la società cambia nuovamente forma: diventa Associazione Calcio, entrano nuovi personaggi, si rinforza il settore giovanile e la prima squadra si mantiene stabile in Promozione.
Nella stagione 1986-87 il Castel San Pietro stravince il proprio girone di Promozione ed è a un passo, per la prima volta, dalla Serie D: l'Emilia-Romagna ha 3 gironi di Promozione, ma sono disponibili solamente 2 posti in Serie D. Si procede quindi allo spareggio con le vincenti degli altri due gironi: Baracca Lugo, nel girone A, e Brescello, nel girone C, presieduto da Romano Amadei, che negli anni seguenti diventerà proprietario del Modena.
Il triangolare prevedeva sei partite, andata e ritorno, ma i match finiscono, incredibilmente, tutti in pareggio. Le squadre quindi, tutte con lo stesso punteggio, devono sottoporsi alla roulette del sorteggio: la prima squadra sorteggiata il Baracca Lugo, mentre la seconda, appunto, il Castel San Pietro. Per la prima volta è Serie D, e la prima stagione si conclude con una salvezza tranquilla.
Nell'88-89 cambio ai vertici della società: il prof. Bruno Musconi viene sostituito nel ruolo di presidente dall'ing. Libero Bazzoni.
Nella stagione 1989-90 la squadra è inserita nel girone tosco emiliano dell'Interregionale; sulla panchina giallorossa si siede Ermanno Beccati, già attaccante della squadra molto prolifico. I risultati non sono quelli attesi e a metà campionato viene sostituito, ma la squadra retrocede nuovamente in Promozione, classificandosi sedicesima. In quell'anno incominciano a muovere i primi passi in giallorosso i difensori Marino Mengoli e Marco Menghi, che disputeranno rispettivamente 14 e 12 stagioni in giallorosso.
L'anno successivo, stagione 1990-91, la squadra è affidata a Sergio Angeli che, per la prima volta a Castel San Pietro, ha portato il gioco a zona: la rosa che ha a disposizione è fortissima per la categoria - tra i giocatori da ricordare Garbuglia, Delmonte e il giovane Barnabà - e la stagione si conclude nuovamente con la promozione in Interregionale.
Il campionato 1991-92 termina con il Castel San Pietro classificatosi al 5º posto in Interregionale. Ma la stagione va ricordata per l'iniziativa commerciale promossa dalla società proprietaria del marchio di acqua minerale "Acqua Vera": un torneo nazionale tra società dilettantistiche che come premio finale prevedeva un controvalore in denaro per la realizzazione di uno stadio. Per accedere ai 16 posti disponibili era necessario spedire dei punti, raccogliendo i tagliandi di controllo dalle bottiglie dell'acqua: numerose famiglie partecipano alla raccolta per l'ammissione al torneo. Il Castel San Pietro raggiunge la fase finale e dopo aver superato il Livorno, si impone, per 4-1 sulla Sancataldese, nella finalissima giocata a Roma allo Stadio dei Marmi, vincendo il primo premio pari a circa 400 milioni di lire da utilizzare appunto per costruire un nuovo campo di gioco. Questa somma sarà utilizzata negli anni successivi per l'ampliamento e la riqualificazione dello stadio comunale.
Nella stagione 1992-93 l'Interregionale cambia nome e diventa Campionato Nazionale Dilettanti, l'allenatore è ancora Sergio Angeli, Remo Bernardi ricopre il ruolo di Direttore Sportivo e la squadra si classifica al 10º posto.
A partire dalla stagione 1993-1994 alcuni ex giocatori di Serie A approdano sotto il Cassero: si tratta dell'attaccante Gianfranco Cinello (ex Udinese), di Mark Tullio Strukelj (ex Roma ai tempi di Falcao e Triestina), Franco De Falco (ex Cesena e Como) e Daniele Arrigoni (ex Cesena). Quest'ultimo, intrapresa la carriera di allenatore, siederà poi sulla panchina del Castel San Pietro e successivamente anche sulle panchine di Montevarchi, Vis Pesaro, Frosinone, Messina, Palermo, Cagliari e Bologna). Nella stagione 1995-96 la squadra, classificatasi 5ª, può accedere ai play-off e giungere al triangolare finale. Le partite si disputano sul campo neutro di Francavilla al Mare, in provincia di Chieti, contro la Nuova Nardò e il Mantova. La prima partita tra Castel San Pietro e Nardò finisce 1-0 per i giallorossi con rete di Giuseppe Angelini su rigore, mentre la finale con il Mantova (che nel frattempo si era imposta per 2 reti a 0 sulla compagine leccese) vede gli uomini di Arrigoni vincenti per 2 reti a 0 con reti di Battigello e Cancelli.
Stagione 1996-97: storica promozione del Castel San Pietro tra i professionisti, in Serie C2: l'allenatore è Oscar Farneti che stravince il campionato, con un'ottima squadra con giocatori del calibro di Pasquale Traini, Giuseppe Angelini, Nicola Cancelli, Pierpaolo Barnabà, ecc.
Nel 1997-98 il presidente Libero Bazzoni lascia l'incarico e viene sostituito da Mauro Montebugnoli; la società, impegnata in un torneo professionistico, cambia nuovamente forma, diventando una SRL. Incombe la necessità di ristrutturare lo stadio che per ragioni di capienza non risulta omologato per la C2 (i lavori di ristrutturazione vengono in parte pagati con i soldi derivanti dalla vittoria del trofeo Acqua Vera del 1992). Il primo anno di C2 (nella sua storia il Castello disputerà ben 6 campionati di Serie C2) è un successo: la stagione si conclude con la conquista del nono posto in classifica, nonostante un girone impegnativo che vedeva la compagine giallorossa affrontare formazioni blasonate come Pisa, Triestina, Arezzo, Spezia, Spal, ecc.
Altre 3 stagioni tra i professionisti, due delle quali positive con il raggiungimento della salvezza ai play-out contro Fano e Giorgione (Castelfranco Veneto) con Vittorio Spimi allenatore mentre l'ultima, il 2000-2001, vede la retrocessione nei Dilettanti della squadra. Tra i giocatori più significativi da ricordare Nicola Campedelli, che giocherà in Serie B con Cesena e Salernitana e in A con il Modena.
Si riparte quindi dalla Serie D, con Daniele Simeoni in panchina, al primo posto nel girone di andata, poi esonerato e sostituito da Nevio Valdifiori. A fine campionato la squadra si classificherà seconda, dietro l'Aglianese.
La stagione successiva vede ancora Valdifiori alla guida dei giallorossi ma il risultato finale non è quello sperato: la squadra può vantare giocatori di categoria superiore ma si classifica settima.
La stagione 2003-2004 riporta i colori giallorossi tra i professionisti: un campionato dominato dall'inizio alla fine, trascinata dal bomber Dario Bettini.
La stagione 2004-2005 la squadra viene rinforzata e nel suo organico può contare giocatori di spessore come Cristian Servidei, Michele Baldi, Matteo Pastorino, Omar Roma, Dario Bettini e Francesco Clementini e si classifica al 13º posto in classifica.
La stagione 2005-2006 segna l'inizio della fine: per ragioni economiche c'è un grande ridimensionamento dell'organico e della società, viene allestita una squadra giovanissima che riesce a raggiungere i play-out, poi persi contro la Carrarese a un minuto dalla fine del match di ritorno. Oltre al danno, la beffa poiché nelle due partite di campionato i giallorossi si sono imposti due volte sui toscani e ai play-out sono usciti sconfitti in seguito a due pareggi a causa della peggior posizione in classifica. I giovani che si distinguono in questa stagione sono Raffaele Franchini (cresciuto nel vivaio giallorosso) e William Jidayi, che negli anni seguenti calcheranno i palcoscenici importanti della Serie B e C1.
Le annate successive vedono la squadra disputare anonimi campionati in Serie D, fino al 2008-2009, quando la squadra raggiunge il 5º posto e conquista i play-off ma viene sconfitta dal Castellarano. Una squadra competitiva, che vede tra le sue file l'ex Rimini Gianluca Di Giulio e l'attaccante Antonio Giulio Picci che negli anni successivi arriverà a indossare la maglia del Brescia in Serie B.
La stagione 2009-2010 termina con la retrocessione dopo i play-out a Riccione dalla Serie D, dopo un'annata alquanto singolare con il tesseramento di ben 44 giocatori e una rimonta quasi insperata trascinata da Picci, ritornato a Castel San Pietro a metà stagione. Per la prima volta nella storia viene richiesto, e ottenuto, il ripescaggio: con un budget ulteriormente ridotto la squadra viene affidata a Ivo Dardozzi, già mister della Juniores, ma la stagione termina con l'ultimo posto e la conseguente retrocessione in Eccellenza.
La società, nonostante la situazione economica disastrosa, decide di iscriversi al campionato 2011-2012. Viene allestita una squadra giovanissima, guidata da Massimo Tarozzi, con ragazzi del settore giovanile e altri provenienti da categorie inferiori: a metà stagione la salvezza pare un miraggio, la società è praticamente assente, con alcuni dirigenti che escono di scena, ma con una grande dimostrazione di orgoglio e di rispetto nei confronti della maglia che indossavano, la squadra raggiunge la salvezza ai play-out contro il Faenza Calcio. Il Presidente Mauro Montebugnoli interpella, invano, alcuni vecchi soci per rientrare in società, con l'amministrazione comunale si costituisce un comitato per cercare di salvare i colori storici della città, ma senza raggiungere il risultato sperato.
Il Castello non si iscriverà ad alcun campionato e le prospettive sono la messa in liquidazione della società per il pagamento dei debiti nei confronti dei creditori. Dalla messa in liquidazione della società i tifosi della curva sud Castel San Pietro non seguono nessuna squadra.
Subito dopo il fallimento nell'estate del 2012 c'è stato un tentativo per far nascere il Real Castello Calcio 2012 ma vari problemi tra cui l'assegnazione dello stadio alla Libertas Sillaro, società nata nel 2007, non hanno consentito la rinascita di una nuova squadra.

## Tifoseria
- Il gruppo ultras 19neuro98 per anni ha rappresentato il tifo organizzato giallorosso.
- Tifoserie amiche: la vecchia guardia Salò e i caimani del Piave di San Donà di Piave.
- Tifoserie rivali: oltre che sportiva la rivalità storica cittadina è senza ombra di dubbio nei confronti dell'Imolese e nel 2011 nel derby di andata giocato a Imola le due tifoserie rivali andarono a contatto.

Non è una vera e propria rivalità ma più che altro indifferenza tra gli ultras del castello nei confronti della Libertas Sillaro, seconda squadra cittadina fondata nel 2007.

## Partecipazione ai campionati
Campionati nazionali
| Livello | Categoria                       | Partecipazioni | Debutto   | Ultima stagione | Totale |
| ------- | ------------------------------- | -------------- | --------- | --------------- | ------ |
| 4°      | Serie C2                        | 6              | 1997-1998 | 2005-2006       | 6      |
| 5°      | Interregionale                  | 4              | 1987-1988 | 1991-1992       | 17     |
| 5°      | Campionato Nazionale Dilettanti | 5              | 1992-1993 | 1996-1997       | 17     |
| 5°      | Serie D                         | 8              | 2001-2002 | 2010-2011       | 17     |

Prospetto delle 17 stagioni disputate nelle leghe interregionali. A norma delle NOIF della FIGC, sono considerate professionistiche e concorrono alla tradizione sportiva cittadina le annate in Serie C, C1 e C2.

## Stadio
Campo di gioco: stadio comunale di Castel San Pietro Terme
L'impianto ha le seguenti caratteristiche:
- Posti totali: 2.400 (fino al 2013 esisteva la curva sud da 1500 posti)
- Larghezza campo: 65 m
- Lunghezza campo: 105 m
- Fondo: erba
- Copertura campo: scoperto

Posti attuali 1.000 circa 
- Tribuna centrale coperta: posti 700
- Distinti laterali scoperti: posti 300

## Colori
Colori sociali: giallo e rosso.

## Palmarès

### Competizioni nazionali
- Serie D: 1

2003-2004 (girone D)
- Campionato Nazionale Dilettanti: 1

1996-1997 (girone E)

### Competizioni regionali
- Promozione: 1

1990-1991 (girone A)